# Klostertal
Das Klostertal ist ein alpines Tal im österreichischen Vorarlberg. Es zweigt bei Bludenz vom Walgau ab und erstreckt sich rund 30 Kilometer nach Osten bis zum Arlberg und zur Landesgrenze zu Tirol. Es besteht aus den drei Gemeinden Klösterle am Arlberg, Dalaas und Innerbraz sowie den drei Bludenzer Orten Bings, Radin und Außerbraz mit einer Fläche von 193,6 km² und rund 4.684 Einwohnern (Stand 2011).

## Geografie

### Gemeinden
Die Klostertaler Gemeinden gehören alle dem Bezirk Bludenz an:
- Klösterle (Seehöhe: 1.073 m)
- Dalaas (Seehöhe: 916 m)
- Innerbraz (Seehöhe: 708 m)
- Bludenz (Seehöhe: 587 m; von der Stadt Bludenz gehören nur die Ortsteile Bings, Radin und Außerbraz geografisch zum Klostertal)

Stallehr liegt auch im Klostertal, gehört politisch aber zum Montafon.

### Nachbarregionen
Die umliegenden Gebirgsgruppen sind kursiv gesetzt.
| Walgau  | Großes Walsertal Lechquellengebirge         | Arlberg    |
| Bludenz | Kompassrose, die auf Nachbargemeinden zeigt | Stanzertal |
|         | Montafon Verwallgruppe                      |            |

## Naturräumliche Gegebenheiten

Muttjöchle

Aus geologischer Sicht ist das Klostertal von vielen Störungen und unterschiedlichen Gesteinsfolgen geprägt. Das Klostertal ist das westlichste der Längstäler, die an der Grenze von Nördlichen Kalkalpen und dem Kristallin der Zentralalpen entstanden sind. Südlich des Tales befindet sich die Verwallgruppe, die aus Altkristallin besteht und der Silvrettadecke angehört. Die Nordgrenze des Kristallins ist im Klostertal annäherungsweise durch den Verlauf des Flusses Alfenz markiert. Den Nordsaum bildet eine Zone von Gneisphylliten und Glimmerschiefer (Phyllitgneisdecke), ist Teil der unteren Silvrettadecke und wird Lechquellengebirge genannt. Diese geologisch sehr abwechslungsreiche Schichtung erklärt die heutige Ausformung des Tales. Beispielsweise bei der Betrachtung der ziemlich flachen Einmündung des Klostertales in das Haupttal, fehlt hier eine ausgeprägte Mündungsstufe wie sonst bei allen Seitentälern in Vorarlberg. Bei der Formgebung des Tales wurde die Hauptarbeit zwar vom fließenden Wasser geleistet, doch durch die Gletschererosion wurde das Kerbtal mehr oder weniger in ein Trogtal umgeformt.
Das Tal liegt im Einflussbereich der in größeren Abständen seismisch aktiven Spullerseestörung. Diese zeigte zuletzt Anfang 2018 mit insgesamt 33 registrierten Erdbeben eine deutlich erhöhte Aktivitätsphase. Die beiden stärksten, mit einer Magnitude von jeweils 3,9 für Vorarlberger Verhältnisse kräftigen und auch in Tirol und in der Schweiz wahrgenommenen Beben ereigneten sich am 17. Jänner und 1. Februar 2018 mit Epizentren jeweils wenige Kilometer nördlich von Wald am Arlberg.
Auch das Klima im Klostertal ist stark von der Geländeausformung geprägt. Die Niederschlag bringenden Westwinde können ungehindert in das Tal eindringen, erfahren hier aber die Stauwirkung des Gebirges. Das Klostertal ist eine der feuchtesten Talschaften Österreichs. Viel Regen und Schnee sind die Folge, was der Schneesicherheit im Wintertourismus zugutekommt.
Besonnung, Bewölkung, Nebel und Temperatur entsprechen reliefbedingt großen lokalen Unterschieden. Da die klimatischen Verhältnisse auf kleinstem Raum oft sehr unterschiedlich sind, wird seit langem, schon wegen der landwirtschaftlichen Bodennutzung, der jahreszeitliche Gang der Besonnung von den Bauern des Tales verfolgt, um Flächen optimal nutzen zu können.
Das Klima nimmt auch großen Einfluss auf die Vegetation. Während im Stanzertal, östlich des Arlbergs, hauptsächlich die Lärche anzutreffen ist, so kommt im Klostertal, westlich des Arlbergs vor allem die Buche vor. Im Klostertal selbst ergibt sich durch klimatische und petrographische Verhältnisse ein auffallender Wechsel im Bewuchs. Es ist oft deutlich erkennbar, wo das Kristallin im Süden auf den Kalk im Norden trifft. Denn im Süden geht ein dunkler Fichtenwald in eine Mischwaldzone und dann im Norden in eine Mischwaldzone mit hohem Buchenanteil und ab einer Höhe von über 1400 m wieder in eine Nadelwaldzone über. Diese teils scharfe Abgrenzung ist gut erkennbar und sehr auffällig bei Betrachtung des Klostertals.
Zusammenfassend kann gesagt werden, dass durch die rauen Oberflächenformen und die rauen klimatischen Verhältnisse dem Klostertal ein eher wildromantischer Landschaftscharakter zugesprochen wird.

## Naturschutz
Auf der Sonnenseite ist das große langgezogene Europaschutzgebiet Klostertaler Bergwälder. Es reicht von Bludenz bis Langen am Arlberg und umfasst in etwa das Gebiet oberhalb der Bahnlinie, Wälder, Alpen, Magerwiesen, Schutthalden, Felsen und Tobel. Oberhalb von Braz liegt das Naturschutzgebiet  Bödener Magerwiesen. Südlich von Langen liegt das Europaschutzgebiet Verwall.

## Geschichte
Im Klostertal selbst wurde keine große Geschichte geschrieben. Die Bewohner spürten die Auswirkungen der Macht- und Gebietsveränderungen lediglich in einem Wechsel der Einstellung der jeweiligen Landesfürsten zur Förderungswürdigkeit des Arlbergverkehrs. Es gab keine großen Schlachten im Klostertal, Heere verschiedener Länder benutzten den Arlberg lediglich als Übergang ins Tirolerische oder in die Vorlande.
Der Name des Klostertals lässt sich geschichtlich mit der Übergabe der Kapelle im St. Marienthal durch Graf Hugo I. von Montfort 1219 an das Johanniterhaus in Feldkirch erklären. Als Gegenzug für die erhaltene Stiftung musste der Johanniterorden den vorüberziehenden armen Leuten wenigstens Obdach, Feuer und Wasser geben. Zu diesem Zweck wurde ein Hospiz errichtet, das wie auch der sich um dieses Hospiz entwickelnde Ort, Klösterle genannt wurde. Später nannte man das ganze Tal Klostertal, was den ehemaligen Namen St. Marienthal ablöste.
Die Geschichte des Klostertals zeigt die innige Verbundenheit des Schicksals der Bewohner mit der Bedeutung des Tales als Verkehrsweg. Deshalb wird die Geschichte des Verkehrs als eigenes Unterkapitel wie folgt behandelt.

### Verkehr

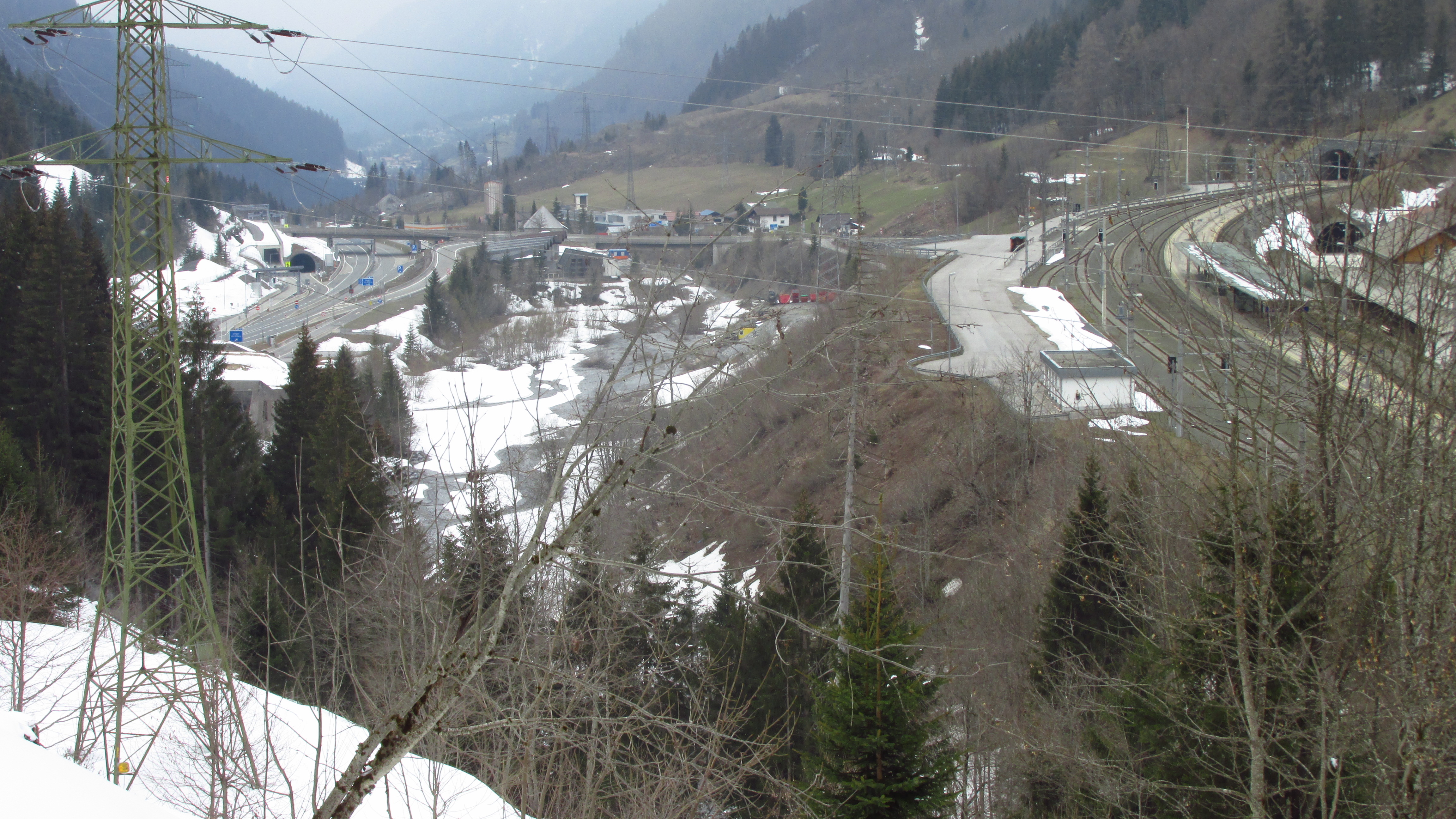
Das über längere Abschnitte enge Klostertal ist mit Verkehr hoch belastet. Hier ein Blick auf Langen am Arlberg: Links die S 16, rechts der Bahnhof der Arlbergbahn, rechts neben und unterhalb derselben der Fuchslochtunnel der L 197. Zudem verlaufen mehrere Hochspannungsleitungen durch das Tal.

Die kürzeste Verbindung zwischen Tirol und Vorarlberg führte bis zur Eröffnung des Arlberg-Straßentunnels über den 1793 m hohen Arlbergpass. Diese Alpenquerverbindung ließ sich „mit einmaligem geringstem Auf- und Abstieg innerhalb des Gebirges und ohne Überschreitung des Alpenhauptkammes von einer Hauptstraße des Querverkehrs ersten Ranges zur nächsten“ überwinden.
Jedoch wurde das Klostertal auf Grund von verkehrsfeindlichen Erscheinungen der Hochgebirgsnatur oft weiträumig umgangen. Besonders die Umgehung über den Fernpaß und das Allgäu wurden genutzt. Der die meiste Zeit des Jahres schneebedeckte Arlberg war bis ins Hochmittelalter nur ein bescheidener Saumpfad und lange kein wichtiger Verkehrsträger. Erst im 12. und 13. Jahrhundert nahm die Bedeutung des Arlbergverkehrs zu. Dies lässt sich durch die Kreuzzüge, die Zunahme der nachbarschaftlichen Beziehungen zwischen den Grafen Tirols und Vorarlbergs, das Aufkommen neuer Städte und damit steigende Handelsbedürfnisse erklären. Im 13. und 14. Jahrhundert stieg die Bedeutung des Arlbergs weiter auf Grund der wirtschaftlichen und politischen Beziehungen zwischen Tirol und Vorarlberg. 1425 errang die Gemeinde Klösterle im Klostertal das Recht auf Fuhrleute zur Warenbeförderung. Mit dem Recht auf Warenbeförderung und Zolleinhebung war die Gemeinde verpflichtet, Wege und Brücken in benutzbarem Zustand zu halten. Doch Mitte des 15. Jahrhunderts begann durch die beschwerlichen Saumwege und die hohen Zölle ein erneuter Rückgang des Arlbergweges. Die weitere Vernachlässigung des Weges war die Folge, während die Umgehungsverbindungen immer weiter verbessert wurden. Bis in die 1760er Jahre wurde der Arlbergweg nur sehr mangelhaft ausgebessert und dafür eine neue Straßenverbindung von Bregenz über Scheffau in das Allgäu angelegt. Jedoch konnten Bregenz und Lindau ihre Interessen an den Zöllen der Umgehungsverbindungen nicht mehr länger gegenüber der zentralistischen Reichspolitik Josefs II. durchsetzen. Denn Josef II. war in erster Linie daran interessiert, die Arlbergstraße wieder brauchbar zu machen, um seine politischen und militärischen Absichten zu realisieren. Denn der Warenverkehr von den Adriahäfen nach Südwestdeutschland, der bisher großteils über Graubündner Pässe ging, sollte nun möglichst durch sein eigenes Hoheitsgebiet gelenkt werden. Auch sollte durch die Verbesserung der Verkehrsverhältnisse die Industrialisierung in Westösterreich gefördert werden.
1785 wurde der Weg behelfsmäßig soweit hergerichtet, dass er durchgehend mit Wagen befahren werden konnte. Mit einem gründlichen Ausbau der Strecke Bludenz–Landeck wurde erst 1822 begonnen, und im Oktober 1824 konnte die 3,5 bis 6,5 m breite Kunststraße über den Arlberg fertiggestellt werden. Durch diese Entwicklung erfuhr der Arlbergverkehr einen kräftigen Aufschwung. Die Aufhebung der Wegzölle und des Rodwesens sowie die Einführung eines regelmäßigen Postdienstes vermehrte die Bedeutung der Verkehrsverbindung des Passes.
Jedoch nicht einmal drei Jahrzehnte später ließ der Arlbergverkehr erneut stark nach. Gründe dafür sind die Eröffnung der Bahnstrecke Buchloe–Lindau (1853) und der Bahnstrecke Kufstein–Innsbruck (1858), wodurch die bisher über den Arlberg geführten Transporte wegen der kürzeren Beförderungszeit größtenteils auf die süddeutschen Bahnverbindungen verlagert wurden.
Erst der Eisenbahnbau machte die Arlbergverbindung zu einem europäischen Hauptverkehrsweg. Der Bau des Arlbergtunnels und der Talstrecke Innsbruck–Landeck erfolgte von 1880 bis 1883. Die Bahn eröffnete zugleich dem neu aufkommenden Schisport den Zugang ins Hochgebirge. Auch durch den gründlichen Umbau der Flexenstraße (1895–1897) erfolgte eine Zunahme des Fremdenverkehrs ins obere Lechtal und somit gewann auch die als Zubringer dienende Arlbergstraße an Bedeutung.
Das 20. Jahrhundert war geprägt von einer ständigen Zunahme des Reise- und Güterverkehrs, was laufende Anpassungen der Verkehrsinfrastruktur verlangte. Der Kohlemangel nach dem Ersten Weltkrieg führte zur Elektrifizierung der Arlbergstrecke. Der in der Zwischenkriegszeit zunehmende Autoverkehr drängte zum fortschreitenden Ausbau der Straßen. Die für den Fuhrwerksverkehr konzipierte Reichsstraße über den Arlberg wurde nun durch die asphaltierte Bundesstraße B 197 (jetzt: L 197) mit ersten Ortsumfahrungen und seit 1970 mit jährlichen Baufortschritten durch die Arlbergschnellstraße S16 abgelöst. Auch die Wintersicherheit durch Lawinenverbauungen gelangte in den Fokus der Arlbergentwicklung.
Heute ist das Klostertal sehr bedeutend als Verkehrsverbindung zwischen Vorarlberg und dem restlichen österreichischen Bundesgebiet. Verkehrstechnisch wird das Klostertal durch die Schnellstraße S 16, die Landesstraßen L 97 und L 197 sowie die Arlbergbahnstrecke erschlossen.

## Tourismus

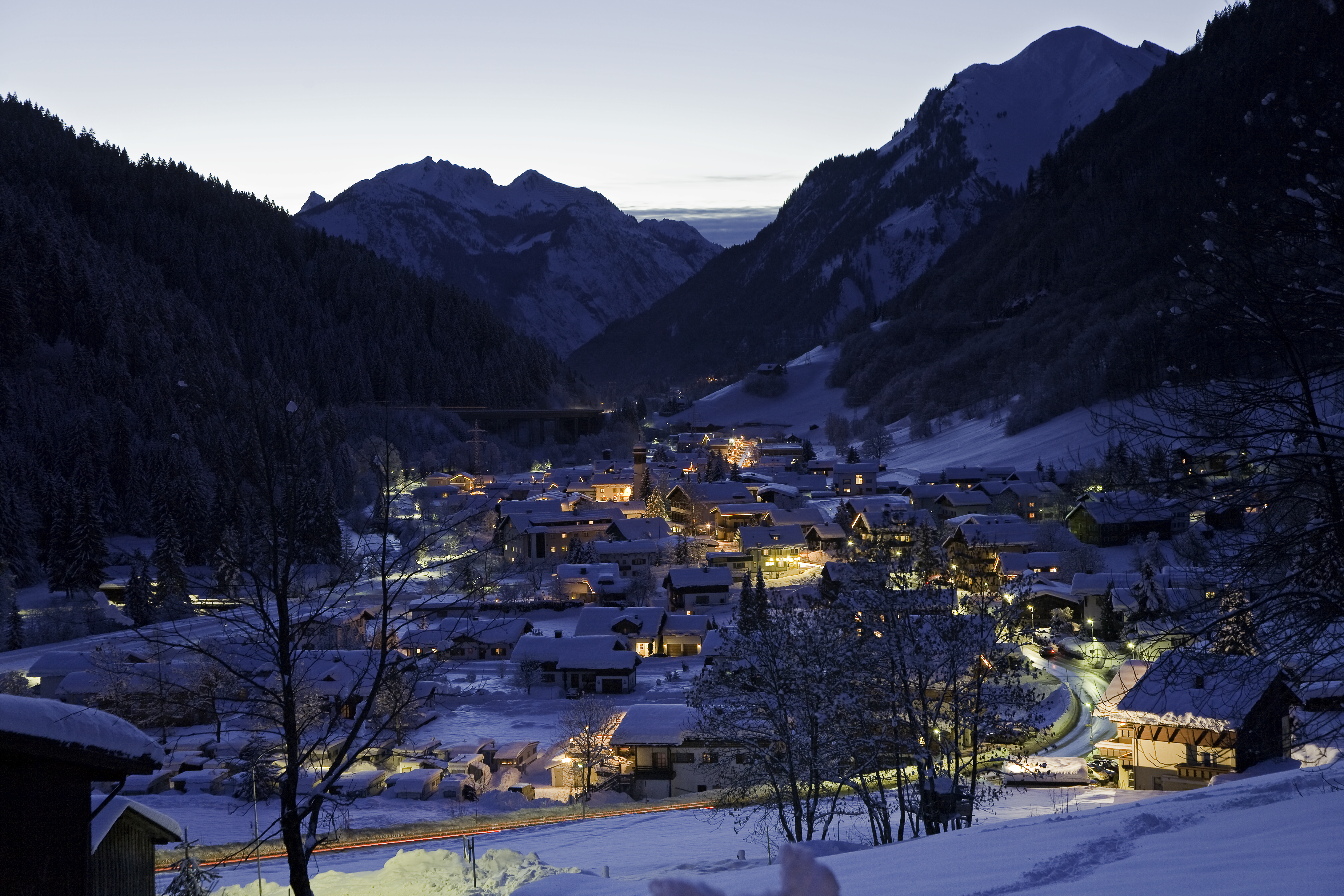
Klösterle am Arlberg im Winter

Auch der Tourismus wurde lange Zeit von der Bedeutung des Klostertals als Verkehrsweg beeinflusst. Durch die Länge und Beschwerlichkeit des Weges durch das Klostertal wurden die Reisenden, Säumer und Fuhrwerke gezwungen im Tal zu übernachten. Dies hatte zur Folge, dass schon seit dem Mittelalter Herbergen und Wärmestuben eingerichtet wurden.
Mit Ausdehnung des Verkehrs mehrte sich auch die Anzahl der Häuser, die für Schutz, Unterkunft und Verpflegung der Reisenden erbaut wurden. Die Länge des Aufenthalts der Reisenden war sehr stark witterungsabhängig. Durch den Bahnbau gegen Ende des 19. Jahrhunderts veränderte sich die Situation der Herbergen und viele verödeten bzw. befanden sich am Rande des wirtschaftlichen Ruins. Erst nachdem der Bahnbau beendet war, fand sich in den Klostertaler Gemeinden eine neue Kategorie von Gästen ein, nämlich Touristen, die wegen der Landschaft und den sehenswerten Bahnanlagen die verschiedenen Orte aufsuchten.
Gleichzeitig wurde die Bergwelt touristisch erschlossen. Der damalige Deutsche und Österreichische Alpenverein (DuÖAV) errichtete Hütten für Wanderer und Bergsteiger zur Übernachtung in den Bergen. Der Großteil der damals errichteten Alpenvereinshütten wird noch bewirtschaftet.

Dalaas im Klostertal

Anfang des 20. Jahrhunderts entstand durch das Schifahren ein neuer Tourismuszweig, dessen immense Bedeutung auf den alpinen Tourismus und auch auf das Klostertal sich heute noch auswirkt. Besonders der aus Stuben am Arlberg stammende Hannes Schneider war erfolgreicher Schipionier und Gründer der „Arlbergschule“. Er propagierte durch seine 1922 gegründete „Arlbergschule“ bzw. Arlbergtechnik und durch die Lehrfilme von Arnold Fanck den Stemmbogen und eine dem alpinen Gelände angepasste Fahrweise und machte so das Arlberggebiet zu einem internationalen Skisportzentrum (vgl. Thöni, 1990). Dies verhalf dem Arlberg zu einem hohen Bekanntheitsgrad und der Winterurlaub in dieser Region war geboren.

### Wanderroutenbeispiele
| Name                                                       | Länge        | Höhenmeter | Schwierigkeitsgrad | Dauer                |
| ---------------------------------------------------------- | ------------ | ---------- | ------------------ | -------------------- |
| Rundwanderung Tobelfalz/Braz                               | 6,8 km       | 81 m       | leicht             | 2 Stunden            |
| Alpe Nenzigast                                             | 4,3 km       | 487 m      | leicht             | 2 Stunden            |
| Sonnenkopf – Wasserstubenalpe/Klösterle                    | 2,1 km       | 15 m       | leicht             | 30 Minuten           |
| Naturdenkmal „Fallbach“/Dalaas                             | 4,8 km       | 79 m       | leicht             | 2 Stunden 30 Minuten |
| Rundwanderung Unterrifats/Braz                             | 4,9 km       | 89 m       | leicht             | 1 Stunde 30 Minuten  |
| Schattenmähder/Dalaas/Wald am Arlberg                      | 7,5 km       | 405 m      | leicht             | 2 Stunden 30 Minuten |
| Übers Steinerne Meer – Formaletsch zum Formarinsee/Dalaas  | 8,4 km       | 345 m      | mittel             | 3 Stunden 30 Minuten |
| Von der Bergstation zur Talstation am Sonnenkopf/Klösterle | 4,9 km       | 40 m       | leicht             | 2 Stunden            |
| Teich am Alfenzweg/Dalaas/Wald am Arlberg                  | 3,7 km       | 162 m      | leicht             | 1 Stunde 15 Minuten  |
| Muttjöchle, 2074 m/Dalaas                                  | 6 km         | 255 m      | leicht             | 1 Stunde 45 Minuten  |
| Dorfrundweg/Wald am Arlberg                                | 4,5 km       | 117 m      | leicht             | 1 Stunde 15 Minuten  |
| Dorfrundweg/Dalaas                                         | 3 km         | 99 m       | leicht             | 45 Minuten           |
| Gavaralpe/Braz bzw. Dalaas                                 | 12,4 km      | 718 m      | leicht             | 4 Stunden 30 Minuten |
| Römerkeller                                                | 5,1 km       | 718 m      | leicht             | 1 Stunde 30 Minuten  |
| Rundwanderung Garmauscha – Kaiser/Dalaas                   | Länge 4,2 km | 218 m      | leicht             | 1 Stunde 30 Minuten  |
| Rund um den Formarinsee/Dalaas                             | 4,7 km       | 140 m      | L Leicht           | 1 Stunde 30 Minuten  |

### Bergwandertouren (Vorschläge)
| Name                                                            | Länge    | Höhenmeter | Schwierigkeitsgrad | Dauer                |
| --------------------------------------------------------------- | -------- | ---------- | ------------------ | -------------------- |
| „Stebok Wäg“ von Dalaas zum Formarinsee/Freiburger Hütte/Dalaas | 16 km    | 1079 m     | 6 Stunden          |                      |
| Muttjöchle - Kristberg/Dalaas                                   | 10,3 km  | 336 m      | mittel             | 4 Stunden            |
| Roggelskopf, 2284 m/Dalaas                                      | 7 km     | 615 m      | mittel             | 3 Stunden 30 Minuten |
| Kaltenberghütte/St. Christoph                                   | 12,2 km  | 677 m      | mittel             | 4 Stunden 30 Minuten |
| Dalaas - Küngs Maisäss ins Montafon - Dalaas/Dalaas             | 10,4 km  | 941 m      | mittel             | 5 Stunden 15 Minuten |
| Nenzigast – Sonnenkopf/Klösterle                                | 17,3 km  | 1472 m     | mittel             | 6 Stunden            |
| Burtschakopf, 2244 m/Klösterle am Arlberg                       | 10,8 km  | 682 m      | mittel             | 4 Stunden 45 Minuten |
| Klösterle - Burtschakopf, 2.244 m/Klösterle am Arlberg          | 12,9 km  | 1282 m     | schwer             | 6 Stunden 45 Minuten |
| Über den Gehrengrat zum Spullersee/Dalaas                       | 15, 4 km | 561 m      | schwer             | 6 Stunden 45 Minuten |
| Dalaas                                                          | 7,2 km   | 477 m      | schwer             | 4 Stunden            |

### Mountainbike-Touren
| Name                                                        | Länge   | Höhenmeter | Schwierigkeitsgrad     | Dauer                |
| ----------------------------------------------------------- | ------- | ---------- | ---------------------- | -------------------- |
| Klostertal Radweg/Klostertal                                | 52,5 km | 509 m      | leicht                 | 3 Stunden 45 Minuten |
| Ins Nenzigasttal/Klösterle am Arlberg                       | 12,4 km | 405 m      | Mittel                 | 2 Stunden            |
| 2-Täler-Tour: Sonnenkopf - Kristberg/Dalaas-Wald am Arlberg | 30,1 km | 1137 m     | schwer                 | 4 Stunden 45 Minuten |
| Rund um den Itonskopf/Dalaas                                | 34,7 km | 1565 m     | schwer                 | 5 Stunden            |
| Alpencross durch Vorarlberg/Klostertal                      | 78,4 km | 2688 m     | schwer bis sehr schwer | 12 Stunden           |
| Zum Formarinsee/Lech                                        | 30,7 km | 578 m      | mittel                 | 3 Stunden            |
| Spullersee-Umrundung/Lech                                   | 24,6 km | 575 m      | mittel                 | 3 Stunden            |

### Wintersport im Klostertal
Der Wintersport ist im Klostertal von hoher Bedeutung. Hier befindet sich mit dem Arlberg das größte Skigebiet Österreichs sowie mit dem Sonnenkopf ein reines Naturschnee-Skigebiet. Darüber hinaus gibt es noch ein paar Skilifte in Dalaas. Durch die Lage und Höhe sind auch alle weiteren Wintersportarten wie Langlaufen, Schneeschuhwandern, Skitouren, Rodeln oder Winterwandern möglich.
Die Wintersportregion „Ski Arlberg“ ist nach eigenen Angaben das „größte zusammenhängende Skigebiet Österreichs und das fünftgrößte der Welt“. Die Gemeinden St. Anton, St. Christoph, Stuben, Zürs, Lech und Oberlech sowie Schröcken und Warth sind 88 Lifte und Bahnen verbunden. Daraus ergeben sich 305 km Skiabfahrten und 200 Kilometer Tiefschneeabfahrten. Das Skigebiet verfügt darüber hinaus über zahlreiche Funparks, Riesentorlauf-Rennstrecken, Speed Checks, Rodelbahnen. Interessant zu erwähnen ist auch noch die „Run of Fame“ - eine Skirunde, die von St. Anton über Zürs und Lech bis nach Warth führt und dabei 85 Kilometer und 18.000 Höhenmeter passiert.
Skigebiet Sonnenkopf: Dieses bezeichnet sich als Familienskigebiet. Die Auffahrt in den gestalteten Bärengondeln stimmt auf das durchgängige Thema ein. Im Sommer erwartet die Besucher ein Bärenspielplatz mit Floßfahren, Bärenhöhlen und viele Mitmach-Stationen. Leichte Wandertouren durch die Hochmoore und zugängliche Bike-Strecken richten sich mehr an Kinder. Im Winter verzichtet das Skigebiet auf Kunstschnee und ist mit 8 Liften und 31 Pistenkilometer überschaubar. Die typischen Gäste sind auch hier Familien, die leichte Pisten präferieren oder Tiefschneefahrer, die abseits der Piste im steilen Gelände unterwegs sind. Interessant zu erwähnen ist das Panoramarestaurant „Muttjöchle“.
Skilift Paluda im Klostertal: Die beiden Lifte Fuchslochbühel und Paluda erschließen das dritte Skigebiet des Klostertales. Mit einer Länge von 800 m und einem Höhenunterschied von 350 m, einer leichten blauen Familienabfahrt und einigen Steilhängen ist das Gebiet bestens für Anfänger geeignet.

## Regionalentwicklung

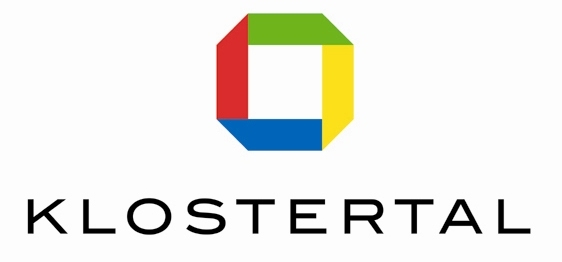
Logo REGIO Klostertal

Am 17. April 1974 wurde die Regionalplanungsgemeinschaft (REGIO) Klostertal mit dem Ziel gegründet, die regionalpolitische Entwicklung der Region Klostertal zu fördern. Die damaligen Bürgermeister von Dalaas, Innerbraz und Klösterle sowie der Ortsvorsteher von Bings, Radin und Außerbraz sahen den Sinn und Zweck dieser Vereinigung in einer gemeindeübergreifenden Zusammenarbeit zum Wohle der ganzen Talschaft, insbesondere für die Bevölkerung. Bis 2006 wurde die REGIO Klostertal dann unter dem Obmann Ernst Fritz geführt.
Am 15. September 2006 erfolgte im Kristbergsaal in Dalaas mit der Gründungsversammlung der Startschuss für die „Regionalplanungsgemeinschaft (REGIO) Klostertal NEU“. Nach mehr als 30 Jahren der Zusammenarbeit der Stadt Bludenz und der Gemeinden Innerbraz, Dalaas und Klösterle am Arlberg wurde dieser Kooperation eine neue Qualität verliehen. In den Vereinsstatuten der REGIO Klostertal wurde der Vereinszweck wie folgt definiert: „Der Verein, dessen Tätigkeit überparteilich und nicht auf gewinngerichtet ist, bezweckt die Förderung der regionalpolitischen Entwicklung der Region Klostertal.“
Zahlreiche wichtige Projekte wurden seit der Neugründung umgehend in Angriff genommen, etwa die Ausarbeitung des Verkehrsdienstvertrags für den öffentlichen Personennahverkehr (ÖPNV), die Erarbeitung des Corporate Designs und die Mitarbeit am EU-Programm LEADER mit vielfältigen Projekten und Initiativen.